# جینا هالپرن
جینا هالپرن (لهستانی: Dina Halpern؛ ۱۵ ژوئیهٔ ۱۹۰۹ – ۱۷ فوریهٔ ۱۹۸۹) بازیگر اهل لهستان بود.
از فیلم‌ها یا مجموعه‌های تلویزیونی که وی در آن‌ها نقش داشته‌است، می‌توان به «من گناهکارم» (۱۹۳۶) و «عهد» (۱۹۳۷) اشاره نمود.